# Souto de Carpalhosa
Souto de Carpalhosa (auch Souto da Carpalhosa) ist ein Ort und eine ehemalige Gemeinde (Freguesia) im portugiesischen Kreis Leiria. Die Gemeinde hatte 3864 Einwohner (Stand 30. Juni 2011).
Am 29. September 2013 wurden die Gemeinden Souto de Carpalhosa und Ortigosa zur neuen Gemeinde União das Freguesias de Souto de Carpalhosa e Ortigosa zusammengeschlossen. Souto de Carpalhosa ist Sitz dieser neu gebildeten Gemeinde.